# Elisabeth van Polen (1152-1209)
Elisabeth van Polen (circa 1152 - 2 april 1209) was een Poolse prinses uit de Piasten-dynastie. Via haar huwelijken werd ze achtereenvolgens hertogin-gemalin van Bohemen en markgravin van Lausitz.

## Levensloop
Ze was een dochter van Mieszko III, van 1173 tot 1176 groothertog van Polen, en zijn eerste vrouw Elisabeth, een dochter van koning Béla II van Hongarije. Ze werd vermoedelijk geboren rond het jaar 1152. 
Rond het jaar 1173 huwde ze met hertog Soběslav II van Bohemen. Het was een verstandshuwelijk, aangezien haar vader Mieszko een alliantie wilde vormen met Bohemen. Als gevolg van deze alliantie steunden Boheemse troepen in 1176 het Poolse leger in hun oorlog tegen het huis Babenberg dat Oostenrijk regeerde. In 1178 viel echter Soběslavs neef Frederik, die tot in 1173 hertog van Bohemen was, Praag binnen. Elisabeth, die toen in Praag aanwezig was, werd korte tijd gevangengenomen. Op 27 januari 1179 werd Soběslav definitief verslagen in een veldslag in de buurt van Praag. Daarna dook hij onder in het Boheemse Skála-kasteel, dat daarna door Frederik belegerd werd. Eind 1179 gaf Soběslav zich uiteindelijk over, waarna zijn neef Frederik terug hertog van Bohemen werd. Soběslav en Elisabeth werden vervolgens verbannen naar Hongarije, waar Soběslav begin 1180 stierf. Hun huwelijk bleef kinderloos.
Elisabeth keerde niet terug naar Polen en hertrouwde enkele maanden na de dood van haar man in 1180 met Koenraad II van Lausitz, die in 1190 markgraaf van Lausitz en graaf van Eilenburg werd. Ze kregen waarschijnlijk drie kinderen:
- Koenraad, jong overleden
- Mathilde (overleden in 1225) gehuwd met Albrecht II van Brandenburg
- Agnes (1192-1266), gehuwd met Hendrik V van Brunswijk

Het is niet bekend wat voor rol ze uitoefende als markgravin van Lausitz. Begin 1209 versloeg Koenraad de legers van Elisabeth's halfbroer Wladislaus III Spillebeen in de slag bij Lubusz en er wordt beweerd dat deze ervaring in april 1209 de dood van Elisabeth veroorzaakte. Een jaar later stierf haar echtgenoot. Ze werd begraven in de Dobrilugk-abdij.